# 香港耳草
香港耳草（学名：Hedyotis vachellii），为茜草科耳草属下的一个植物种。